# 慶應義塾大学出版会

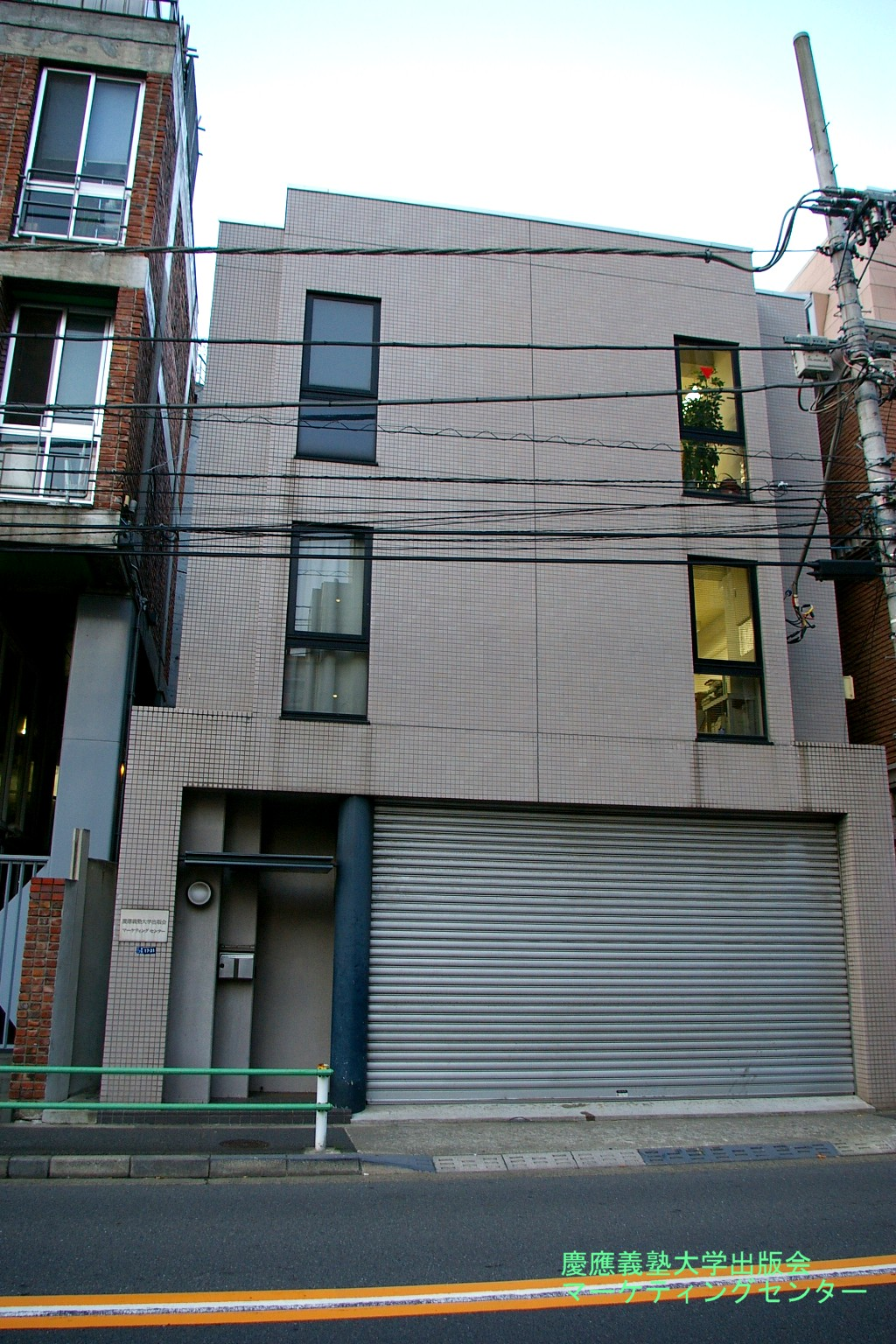
マーケティング・センター

慶應義塾大学出版会株式会社（けいおうぎじゅくだいがくしゅっぱんかい、英称:Keio University Press Inc.）は、東京都港区三田に本社を構える日本の出版社。
ほとんどの大学出版社は大学の傘下に置かれているが、慶應義塾大学出版会は学校法人である慶應義塾とは独立した株式会社である。

## 概要
- 設立以来、慶應義塾大学通信教育課程の標準教材の製作や配本を行っており、同課程の学生向けの事務処理の多くを大学より請け負っている。その際の宛先表記は、「慶應義塾大学通信教育部事務局分室」となる。
- 社名変更以降、大学出版会としても活動するようになった。代表的な出版物に、『福澤諭吉著作集（全12巻）』をはじめ、『福澤諭吉事典』『慶應義塾史事典』、『写真集 慶應義塾150年』などがある。
- 慶應義塾の機関誌である『三田評論』の編集や、教育と医学の会の機関誌である月刊誌『教育と医学』を刊行している。
- 書籍以外では、大学で行われている学術研究活動支援や公開講座の運営を行っている。
- 2017年に設立70周年となる。

## 事業内容
1. 学術書・教科書・教養書・実用書等の出版および販売
2. 教育および学術研究に関する事務受託と制作受託
3. 慶應義塾大学通信教育の教科書・教材の制作と供給ならびに事務受託
4. 月刊誌『教育と医学』の刊行

## 主な刊行物
- 福澤諭吉事典（慶應義塾 発行、2010.12.25）
- 慶應義塾史事典（慶應義塾史事典編集委員会 編、2008.11.8）
- 写真集 慶應義塾150年史事典（慶應義塾 発行、2008.11.8）
- レポート・論文の書き方入門（河野哲也 著, 2002.12.25）
- 現代語訳 文明論之概略（福澤諭吉 著、伊藤正雄 訳, 2010.9.25）
- 神秘哲学——ギリシアの部（井筒俊彦 著、2010.12.25）

## シリーズ刊行物
- 福澤諭吉著作集
- Keio up 選書
- 慶應義塾大学教養研究センター選書
- 総合政策学の最先端
- 肢体不自由教育シリーズ
- 西脇順三郎コレクション
- 慶應義塾大学産業研究所叢書
- The Izutsu Library Series on Oriental Philosophy
- The Thought of Fukuzawa
- 現代アジア研究
- オックスフォード ブリテン諸島の歴史
- 慶應義塾大学三田哲学会叢書 ars incognita - 読みは「アルス インコグニタ」。ラテン語で「未知の技法」という意味。2014年3月創刊。新書判。

## 所在地
- 東京都港区三田2丁目19番30号（本部）
- 東京都港区三田2丁目17番31号（マーケティングセンター）
- 慶應義塾大学日吉キャンパス内（日吉オフィス）
- 慶應義塾大学日吉キャンパス協生館内（協生館オフィス）

## 沿革
- 1947年11月7日 - 「慶應義塾通信教育図書株式会社」設立
- 1948年1月10日 - 慶應義塾大学の通信教育の教材編集を開始
- 1952年1月 - 「慶應通信株式会社」に社名変更
- 1980年12月 - 大学出版部協会に加盟
- 1994年8月 - マーケティングセンター完成
- 1995年5月 - 本社社屋完成（5階建、上部3階は「慶應インターナショナルレジデンス」
- 1996年4月1日 - 「慶應義塾大学出版会株式会社」に社名変更
- 2003年10月1日 - 慶應義塾大学日吉キャンパス内に日吉オフィスを開設
- 2008年12月1日 - 日吉・協生館内にオフィスを開設

## 受賞など
- 『現代中国の政治と官僚制』（国分良成著）第26回サントリー学芸賞 政治・経済部門
- 『アフター・アメリカ』（渡辺靖著）第26回サントリー学芸賞 社会・風俗部門
- 『荷風へ、ようこそ』（持田叙子著）第31回サントリー学芸賞 社会・風俗部門
- 『科学する詩人 ゲーテ』（石原あえか著）第32回サントリー学芸賞 芸術・文学部門